# Grand Prix Velké Británie 2015
Grand Prix Velké Británie 2015 (oficiálně 2015 Formula 1 British Grand Prix) se jela na okruhu Silverstone v Northamptonshire ve Velké Británii dne 5. července 2015. Závod byl devátým v pořadí v sezóně 2015 šampionátu Formule 1.

## Kvalifikace
| Poř.                       | No. | Jezdec           | Konstruktér             | Časy v kvalifikaci | Časy v kvalifikaci | Časy v kvalifikaci | Pořadí na startu |
| Poř.                       | No. | Jezdec           | Konstruktér             | Q1                 | Q2                 | Q3                 | Pořadí na startu |
| -------------------------- | --- | ---------------- | ----------------------- | ------------------ | ------------------ | ------------------ | ---------------- |
| 1                          | 44  | Lewis Hamilton   | Mercedes                | 1:33.796           | 1:33.068           | 1:32.248           | 1                |
| 2                          | 6   | Nico Rosberg     | Mercedes                | 1:33.475           | 1:32.737           | 1:32.361           | 2                |
| 3                          | 19  | Felipe Massa     | Williams-Mercedes       | 1:34.542           | 1:33.707           | 1:33.085           | 3                |
| 4                          | 77  | Valtteri Bottas  | Williams-Mercedes       | 1:34.171           | 1:33.020           | 1:33.149           | 4                |
| 5                          | 7   | Kimi Räikkönen   | Ferrari                 | 1:33.426           | 1:33.911           | 1:33.379           | 5                |
| 6                          | 5   | Sebastian Vettel | Ferrari                 | 1:33.562           | 1:33.641           | 1:33.547           | 6                |
| 7                          | 26  | Daniil Kvjat     | Red Bull Racing-Renault | 1:34.422           | 1:33.520           | 1:33.636           | 7                |
| 8                          | 55  | Carlos Sainz Jr. | Toro Rosso-Renault      | 1:34.641           | 1:34.071           | 1:33.649           | 8                |
| 9                          | 27  | Nico Hülkenberg  | Force India-Mercedes    | 1:34.594           | 1:33.693           | 1:33.673           | 9                |
| 10                         | 3   | Daniel Ricciardo | Red Bull Racing-Renault | 1:34.272           | 1:33.749           | 1:33.943           | 10               |
| 11                         | 11  | Sergio Pérez     | Force India-Mercedes    | 1:34.250           | 1:34.268           |                    | 11               |
| 12                         | 8   | Romain Grosjean  | Lotus-Mercedes          | 1:34.646           | 1:34.430           |                    | 12               |
| 13                         | 33  | Max Verstappen   | Toro Rosso-Renault      | 1:34.819           | 1:34.502           |                    | 13               |
| 14                         | 13  | Pastor Maldonado | Lotus-Mercedes          | 1:34.877           | 1:34.511           |                    | 14               |
| 15                         | 9   | Marcus Ericsson  | Sauber-Ferrari          | 1:34.643           | 1:34.868           |                    | 15               |
| 16                         | 12  | Felipe Nasr      | Sauber-Ferrari          | 1:34.888           |                    |                    | 16               |
| 17                         | 14  | Fernando Alonso  | McLaren-Honda           | 1:34.959           |                    |                    | 17               |
| 18                         | 22  | Jenson Button    | McLaren-Honda           | 1:35.207           |                    |                    | 18               |
| 19                         | 28  | Will Stevens     | MRT-Ferrari             | 1:37.364           |                    |                    | 19               |
| 20                         | 98  | Roberto Merhi    | MRT-Ferrari             | 1:39.377           |                    |                    | 20               |
| 107% času vítěze: 1:39.965 |     |                  |                         |                    |                    |                    |                  |
| Zdroj:                     |     |                  |                         |                    |                    |                    |                  |

## Závod
| Poř.   | No. | Jezdec           | Konstruktér             | Počet kol | Čas/Odstoupení      | Pořadí na startu | Body |
| ------ | --- | ---------------- | ----------------------- | --------- | ------------------- | ---------------- | ---- |
| 1      | 44  | Lewis Hamilton   | Mercedes                | 52        | 1:31:27.729         | 1                | 25   |
| 2      | 6   | Nico Rosberg     | Mercedes                | 52        | +10.956             | 2                | 18   |
| 3      | 5   | Sebastian Vettel | Ferrari                 | 52        | +25.443             | 6                | 15   |
| 4      | 19  | Felipe Massa     | Williams-Mercedes       | 52        | +36.839             | 3                | 12   |
| 5      | 77  | Valtteri Bottas  | Williams-Mercedes       | 52        | +1:03.194           | 4                | 10   |
| 6      | 26  | Daniil Kvjat     | Red Bull Racing-Renault | 52        | +1:03.955           | 7                | 8    |
| 7      | 27  | Nico Hülkenberg  | Force India-Mercedes    | 52        | +1:18.744           | 9                | 6    |
| 8      | 7   | Kimi Räikkönen   | Ferrari                 | 51        | +1 kolo             | 5                | 4    |
| 9      | 11  | Sergio Pérez     | Force India-Mercedes    | 51        | +1 kolo             | 11               | 2    |
| 10     | 14  | Fernando Alonso  | McLaren-Honda           | 51        | +1 kolo             | 17               | 1    |
| 11     | 9   | Marcus Ericsson  | Sauber-Ferrari          | 51        | +1 kolo             | 15               |      |
| 12     | 98  | Roberto Merhi    | MRT-Ferrari             | 49        | +3 kola             | 20               |      |
| 13     | 28  | Will Stevens     | MRT-Ferrari             | 49        | +3 kola             | 19               |      |
| Ret    | 55  | Carlos Sainz Jr. | Toro Rosso-Renault      | 31        | Elektronika         | 8                |      |
| Ret    | 3   | Daniel Ricciardo | Red Bull Racing-Renault | 21        | Elektronika         | 10               |      |
| Ret    | 33  | Max Verstappen   | Toro Rosso-Renault      | 3         | Přetočení           | 13               |      |
| Ret    | 8   | Romain Grosjean  | Lotus-Mercedes          | 0         | Kolize              | 12               |      |
| Ret    | 13  | Pastor Maldonado | Lotus-Mercedes          | 0         | Poškození po kolizi | 14               |      |
| Ret    | 22  | Jenson Button    | McLaren-Honda           | 0         | Kolize              | 18               |      |
| DNS    | 12  | Felipe Nasr      | Sauber-Ferrari          | 0         | Převodovka          | —                |      |
| Zdroj: |     |                  |                         |           |                     |                  |      |

## Průběžné pořadí po závodě
Pohár jezdců
|   | Pořadí | Jezdec           | Body |
| - | ------ | ---------------- | ---- |
|   | 1      | Lewis Hamilton   | 194  |
|   | 2      | Nico Rosberg     | 177  |
|   | 3      | Sebastian Vettel | 135  |
| 1 | 4      | Valtteri Bottas  | 77   |
| 1 | 5      | Kimi Räikkönen   | 76   |

Pohár konstruktérů
|  | Pořadí | Konstruktér             | Body |
|  | ------ | ----------------------- | ---- |
|  | 1      | Mercedes                | 371  |
|  | 2      | Ferrari                 | 211  |
|  | 3      | Williams-Mercedes       | 151  |
|  | 4      | Red Bull Racing-Renault | 63   |
|  | 5      | Force India-Mercedes    | 39   |